# G. F. Milnes & Company
G. F. Milnes & Company Ltd. war ein britischer Hersteller von Straßenbahnen, Automobilen und Nutzfahrzeugen.

## Unternehmensgeschichte

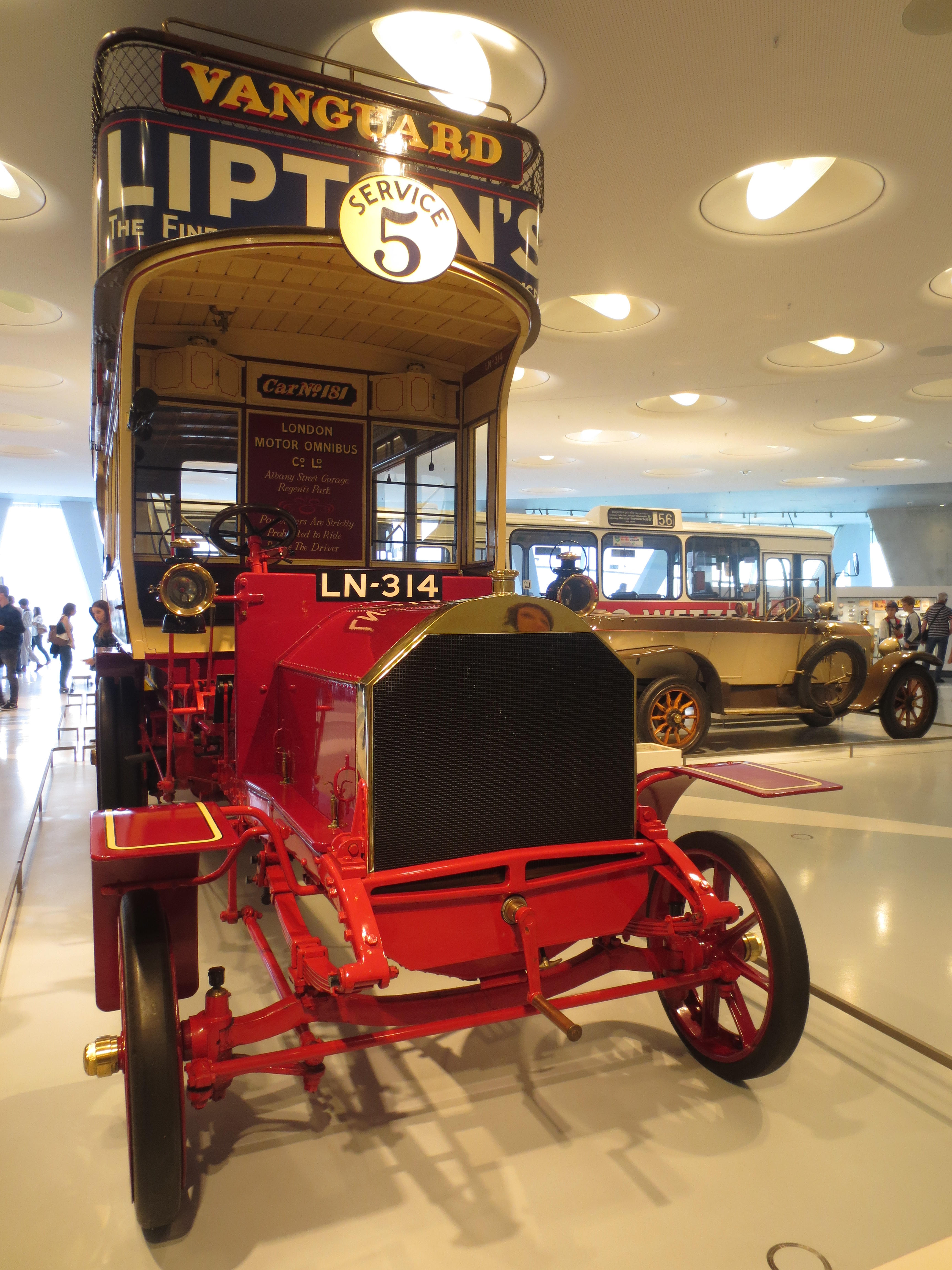
Doppeldecker-Bus von Milnes-Daimler aus dem Jahre 1907

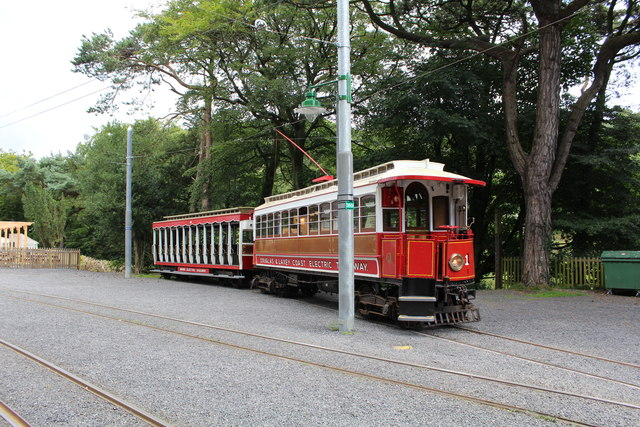
Triebwagen 1 (1893) und Beiwagen 40 (1920) der Manx Electric Railway

Das Unternehmen aus Wellington geht auf das Vorgängerunternehmen Starbuck Car and Wagon Company Ltd. zurück, welches 1871 mit dem Bau von Pferdestraßenbahnwagen begann. Die Leitung der Firma hatte ab 1878 George F. Milnes inne, welcher das Unternehmen schließlich 1886 erwarb. 1898 firmierte er es zur G. F. Milnes & Company um. 1905 wurde das Unternehmen von United Electric Car Company aus Preston übernommen. Milnes Sohn George Comer Milnes führte die Produktion von Straßenbahnwagen mit einem Kompagnon unter dem Namen Milnes Voss noch bis 1914 weiter.
1901 begann die Produktion von Automobilen, der Markenname lautete Milnes. Im Folgejahr endete die Automobilproduktion bereits wieder. Nutzfahrzeuge, die auch als Milnes-Daimler vermarktet wurden, entstanden noch bis 1914 unter dieser Marke.

## Fahrzeuge
Milnes bezog Fahrgestelle von der Motorfahrzeug- und Motorenfabrik Berlin. Darauf wurden eigene Karosserien montiert. Im Angebot standen drei Modelle mit Vierzylindermotoren. 12 HP und 16 HP hatten Kardanantrieb und der 24 HP Kettenantrieb.
Die Lastkraftwagen trugen bis zu 6 Tonnen Nutzlast und die Omnibusse boten bis zu 36 Sitze.